# Марк-ан-Барёль (кантон)

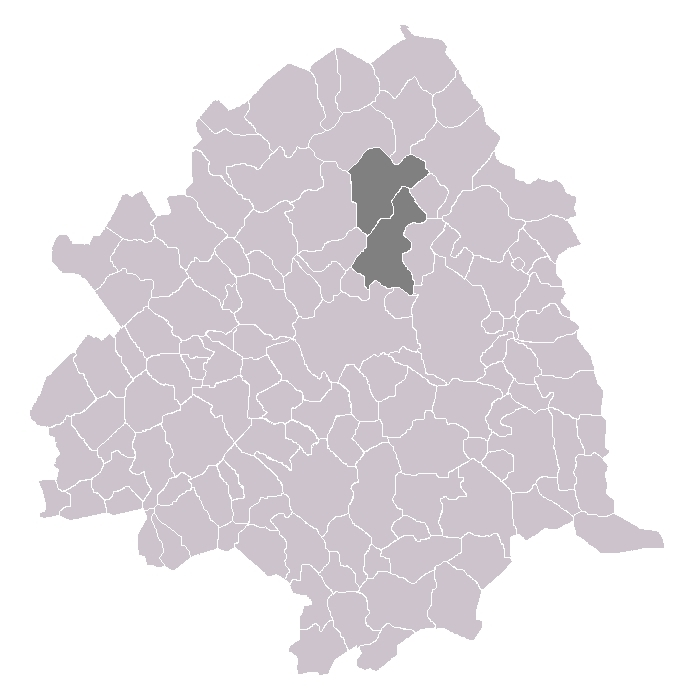
Кантон Марк-ан-Барёль в составе округа

Марк-ан-Барё́ль (фр. Marcq-en-Barœul) — упраздненный кантон во Франции, регион Нор — Па-де-Кале, департамент Нор. Входил в состав округа Лилль.
В состав кантона входили коммуны (население по данным Национального института статистики за 2011 г.):
- Бондю (9 816 чел.)
- Марк-ан-Барёль (39 591 чел.)

## Экономика
Структура занятости населения:
- сельское хозяйство — 0,2 %
- промышленность — 13,6 %
- строительство — 5,5 %
- торговля, транспорт и сфера услуг — 58,3 %
- государственные и муниципальные службы — 22,5 %

Уровень безработицы (2011) - 10,6 % (Франция в целом - 12,8 %, департамент Нор - 16,3 %). 

Среднегодовой доход на 1 человека, евро (2011) - 40 883 (Франция в целом - 25 140, департамент Нор - 22 405).

## Политика
Жители кантона придерживались правых взглядов. На президентских выборах 2012 г. они отдали в 1-м туре Николя Саркози 49,0 % голосов против 18,2 % у Франсуа Олланда и 10,4 % у Марин Ле Пен, во 2-м туре в кантоне победил Саркози, получивший 68,6 % голосов (2007 г. 1 тур: Саркози - 50,8 %, Сеголен Руаяль - 14,9 %; 2 тур: Саркози - 71,6 %). На выборах в Национальное собрание в 2012 г. по 9-му избирательному округу департамента Нор жители кантона поддержали действующего депутата, мэра Марк-ан-Барёль и члена Союза за народное движение Бернара Жерара, набравшего 61,4 % голосов в 1-м туре и 72,4 % - во 2-м туре . (2007 г. Бернар Жерар (СНД): 1-й тур: - 65,5 %). Результаты региональных выборах 2010 года в кантоне существенно отличались от общей тенденции — 1-м туре победил список «правых», собравший 48,1 % голосов против 15,6 % у занявшего 2-е место списка социалистов. Во 2-м туре «правый» список во главе с сенатором Валери Летар также собрал больше всех голосов — 57,2 %, единый «левый список» с участием социалистов, коммунистов и «зелёных» во главе с Президентом регионального совета Нор-Па-де-Кале Даниэлем Першероном занял второе место с 30,9 %, а Национальный фронт Марин Ле Пен с 11,9 % финишировал третьим.
|  | Кандидат                   | Партия                    | % голосов |
|  | -------------------------- | ------------------------- | --------- |
|  | Жан-Рене Лесерф            | Союз за народное движение | 61,34     |
|  | Луи Доог                   | Социалистическая партия   | 13,56     |
|  | Кристиана Демустье         | Демократическое движение  | 8,60      |
|  | Мари-Доминик Данжу-Леклерк | Зеленые                   | 7,57      |
|  | Раймон Роэл                | Коммунистическая партия   | 7,52      |
|  | Фреди Кристиан             | Национальный фронт        | 4,36      |